# María Silva Ossa
María Luisa Silva Ossa (San Fernando, 15 de agosto de 1918 - Santiago, 28 de septiembre de 2009) fue una escritora y poeta chilena que cultivó los géneros literarios de la poesía y cuento.

## Biografía
Su abuelo fue José Santos Ossa, su hermano el dibujante e ilustrador chileno Coré y su tía la editora de El Peneca Elvira Santa Cruz Ossa. Vivió su infancia en San Bernardo donde habría iniciado sus primeros escritos.
Contrajo matrimonio con el escritor Carlos René Correa con el que en 1941 publicaría su primer trabajo literario titulado Cuento y canción, mientras que un año después lanzaría su primera otra individual con el título De la tierra y el aire. En 1965 publica El hombre cabeza de nieve que fue galardonado por la sección chilena de la Organización Internacional para el Libro Juvenil.
Fue integrante del Grupo Fuego de Poesía (fundado en 1955) junto a varios otros escritores como José Miguel Vicuña, Mila Oyarzún, Carlos René Correa, Eliana Navarro, Francisca Ossandón y Chela Reyes, entre otras. Para el escritor José Vargas Badilla, María Silva Ossa era una «poetisa de lirismo depurado, limpidez de lenguaje y de gran sensibilidad».

## Obras
- Cuento y canción en coautoría con Carlos René Correa (1941).
- De la tierra y el aire (1942).
- En la posada del sueño (Santiago: Club de Lectores, 1948).
- El hombre cabeza de nieve (1965).
- Las aventuras de tres pelos (Santiago: Editorial Lord Cochrane, 1975).
- La ciudad y los signos (Santiago: Grupo Fuego de la Poesía, 1978).
- Perejil Piedra (Santiago: Cochrane, 1974, 1987).
- Cuatro voces (poemas, Santiago: Los Autores, 1988).
- Las calzas del brujo (Santiago: Universitaria, 1993, 1997, 2007).
- Del origen (Santiago: Eds. Zona Azul, 1995, 1996).
- Cuatro duendes, un genio y otras historias (Santiago: Edit. Andrés Bello, 2005, 2008).
- Cuentos de hadas y hechiceros (Santiago:Editorial Andrés Bello, 1999, 2001, 2003, 2005, 2010).
- El Perro virtual y otros cuentos (Santiago: Zig-Zag, 2007, 2011).